# 羅俊仁
羅俊仁（Law Chun Yan，1994年6月21日—），生於香港，香港足球運動員，司職前鋒，現效力港甲球隊三昇。

## 球員生涯
羅俊仁生於香港，出身於灣仔南華青年軍，到2012年到南華跟操，其後就為灣仔征戰乙組聯賽，並成為球隊主將。
經過在乙組的一年磨練後，他在2013年季前集訓中表現良好，經當時南華教練張寶春推薦及教練團一致推薦，在8月28日註冊為南華一隊球員。惟南華陣容鼎盛，加上受傷患影響，羅俊仁兩個球季都未有機會為南華出場。
2015年9月，他轉會乙組地區球會深水埗，到11月加盟甲組球會油尖旺。
2016/17球季，他獲得教練馮凱文招手得以重返職業球圈，加盟港超聯球會理文流浪，雖然他只能擔任後備，但他就於10月24日作客前球會南華的聯賽，在89分鐘後備入替黃駿軒，更在90分鐘的一記反擊接應黎耀昌右路傳中遠柱頭槌破網，取得職業生涯的首個入球，為流浪反先3–2，最終助球會以4–2勝出。球季完結後，羅俊仁隨流浪職球員一同轉投新成立的港超聯球會理文，並在2017年9月15日對東方龍獅的第二場聯賽，首度為球隊上陣，即取得加盟後的首個入球，協助理文取得球會歷史上首場勝仗，以3–2勝出。
其後，羅俊仁轉投晉峰，並因此有机会再戰港超。
他於2020/21球季結束後投身保險業。

## 外部連結
- 香港足球總會網頁球員註冊資料 （页面存档备份，存于）